# Felsalb
Die Felsalb, auch Felsalbe, ist ein knapp 18 km langer rechter Zufluss des Hornbachs in der Westpfalz (Rheinland-Pfalz). Sie trägt mit ihren Nebenbächen zur Entwässerung des westlichen Umlands von Pirmasens und des östlichen Zweibrücker Hügellands bei.

## Name
Die Endung -alb leitet sich vom galloromanischen Wort *-albā für 'Weißwasser' ab.

## Geographie

### Verlauf
Die Felsalb entspringt im Süden des Pirmasenser Stadtgebiets am oberen Ende des Simter Tals in der Gewann In der Waltersbach auf etwa 315 m Höhe.
Zunächst fließt sie in südwestlicher Richtung zum Stadtteil Niedersimten, wo sie von links den am Vereinigungspunkt etwa dreimal längeren Gersbach aufnimmt; von dessen Quelle am Weiler Hochstellerhof aus gerechnet wäre das Flusssystem der Felsalb etwa 21 km lang. Nachdem diese nördlich unterhalb der Ortsgemeinde Obersimten einen Stauweiher von 200 m Länge und bis zu 70 m Breite gefüllt hat, der auch als Rückhaltebecken dient, knickt sie in nordwestliche Richtung ab. Nun fließt sie an waldreichen Steilhängen vorbei, in die vor allem rechts des Flusslaufs teilweise tiefe Schluchten eingeschnitten sind. An der Eichelsbacher Mühle münden auf gleicher Höhe von links der Vinninger Bach und von rechts der Winzlertalbach, beim Weiler Dusenbrücken von rechts der wasserreiche Blümelsbach. Hier wendet sich die Felsalb genau nach Westen und wird rechts oberhalb eine Strecke weit von der Autobahn 8 begleitet. Das verbreiterte Tal wird nun offener, während die Hänge bewaldet sind.
Die Felsalb passiert Walshausen und mündet 2 km unterhalb an der Kirschbacher Mühle, die als Wohnplatz zur Ortsgemeinde Dietrichingen gehört, auf etwa 240 m Höhe von rechts in den Hornbach. Dieser fließt zum Schwarzbach, der seinerseits in die Blies mündet.
Der knapp 18 km lange Lauf der Felsalb endet ungefähr 75 Höhenmeter unterhalb ihrer Quelle, sie hat somit ein mittleres Sohlgefälle von etwa 4,2 ‰.

### Einzugsgebiet
Das knapp 76 km² große Einzugsgebiet de Felsalb liegt im Pirmasenser und Zweibrücker Hügelland und wird durch sie über den Hornbach, den Schwarzbach, die Blies, die Saar, die Mosel und den Rhein zur Nordsee entwässert.

### Zuflüsse
Aufgelistet werden die Zuflüsse der Felsalb mit Längenangabe in Kilometern (km) und Fläche des Einzugsgebiets in Quadratkilometern (km²) nach dem GeoExplorer der Wasserwirtschaftsverwaltung Rheinland-Pfalz (Hinweise), falls erforderlich nach Eigenmessung. Längen- und Flächenangaben sind jeweils auf eine Nachkommastelle gerundet. Die Aufzählung erfolgt von der Quelle zur Mündung.
- Erkelsbach (links), 0,5 km und 0,5 km²
- Ohmbach[4] (rechts), 0,9 km[5]
- Finsterbach (links), 1,3 km und 1,0 km²
- Gersbach (links), 4,8 km und 5,7 km²
- Großer Littersbach  (rechts), 1,0 km und 0,7 km²
- Kleiner Littersbach (rechts), 0,6 km und 0,9 km²
- Kleine Felsalb (links), 0,9 km und 1,6 km²
- (Bach aus der) Kälberklamm (links), 0,2 km[5]
- (Bach) am Schelerweg (rechts), 0,7 km und 0,7 km²
- (Bach aus der) Hummelsklamm (rechts), 0,6 km und 0,4 km²
- Vinninger Bach (links), 3,2 km und 2,9 km²
- Winzlertalbach (rechts), 2,1 km und 3,0 km²
- Breisitter Bach (rechts), 0,6 km und 0,3 km²
- Bach aus der Hexenklamm (Brumbach[6]) (rechts), 1,4 km und 1,0 km²
- (Bach aus dem) Harschbacher Grund oder (Bach) an der Trift (rechts), 0,8 km und 0,7 km²
- Lambach (links), 2,2 km und 3,1 km²
- Göbelsbach (links), 1,1 km und 1,1 km²
- Fohmbach[7] (links), 0,5 km[5]
- Blümelsbach (rechts), 8,2[8] bzw. 9,1 km[9] und 23,4 km²
- (Bach durch den) Morschelweiher (rechts), 0,6 km und 0,7 km²
- Hengstbach (links), 1,6 km und 3,3 km²
- Weiherbach oder Walshausener Bach (rechts), 0,8 km und 1,2 km²
- Kleinsteinhausener Bach (links), 1,3 km und 1,1 km²
- Walsbach (rechts), 0,9 km und 0,9 km²
- Kälberklammbach (rechts), 1,3 km und 0,9 km²

## Geschichte
Bei Dusenbrücken überquerte jahrhundertelang die wichtige Salzstraße zwischen dem lothringischen Salinengebiet bei Dieuze und dem Rhein die Felsalb. Dass das Gewässer einen sehr alten Namen trägt, zeigt sich an der bereits im Jahre 888 erwähnten Ortschaft Felsalbia, die heute nicht mehr besteht.
Ende der 1930er Jahre in der Zeit des Nationalsozialismus wurde die untere Felsalb in die Anlage des Westwalls einbezogen. Der Flusslauf zwischen Dusenbrücken und Kirschbacher Mühle wurde zunächst begradigt, dann wurden im westlichen Bereich stählerne Spundwände quer zum Flussbett eingefügt. Geplant war, im Kriegsfall die Felsalb mit dieser Sperre aufzustauen, um die östlich oberhalb liegende Aue zu überfluten und so für Militärfahrzeuge unpassierbar zu machen. Ob das Sperrwerk jemals fertiggestellt wurde, lässt sich den Quellen nicht entnehmen; in Funktion gesetzt wurde es jedenfalls nie. Nach Meinung heutiger Fachleute wäre ohnehin ein sogenanntes Jahrhunderthochwasser erforderlich gewesen, um mithilfe des Wassers aller Felsalbzuflüsse die Flutung der Aue zu ermöglichen. Zu einem solchen Hochwasser kam es zumindest während des gesamten Zweiten Weltkriegs nicht.

## Renaturierung
Zwischen Sommer 2020 und Frühjahr 2021 wurde die Felsalb zwischen Walshausen und Kirschbacher Mühle auf einer Strecke von 2,5 km renaturiert. An acht Querbauwerken im Fluss wurde die Durchgängigkeit für Wasserlebewesen wiederhergestellt. Durch zahlreiche wasserbauliche Maßnahmen wurde der Flusslauf wieder zu einem natürlichen Fließgewässer umgestaltet. Dazu gehören Totholz, Flachwasserbereiche und Stillwasserzonen sowie kleine Inseln und Kiesbänke. Die natürlichen Flussstrukturen sollen Fischen und anderen Lebewesen einen neuen Lebensraum im und um das Wasser herum bieten. Ziel der Maßnahme war die Verbesserung der Artenvielfalt und insbesondere die Wiederansiedlung der heimischen Fischarten Neunauge, Groppe und Forelle. In ihrer Rede bei der Einweihung zum Abschluss des Vorhabens am 7. Juli 2021 sprach Landrätin Susanne Ganster davon, dass sich die Wasserqualität bereits nachweisbar verbessert habe.

## Sehenswürdigkeiten und Tourismus

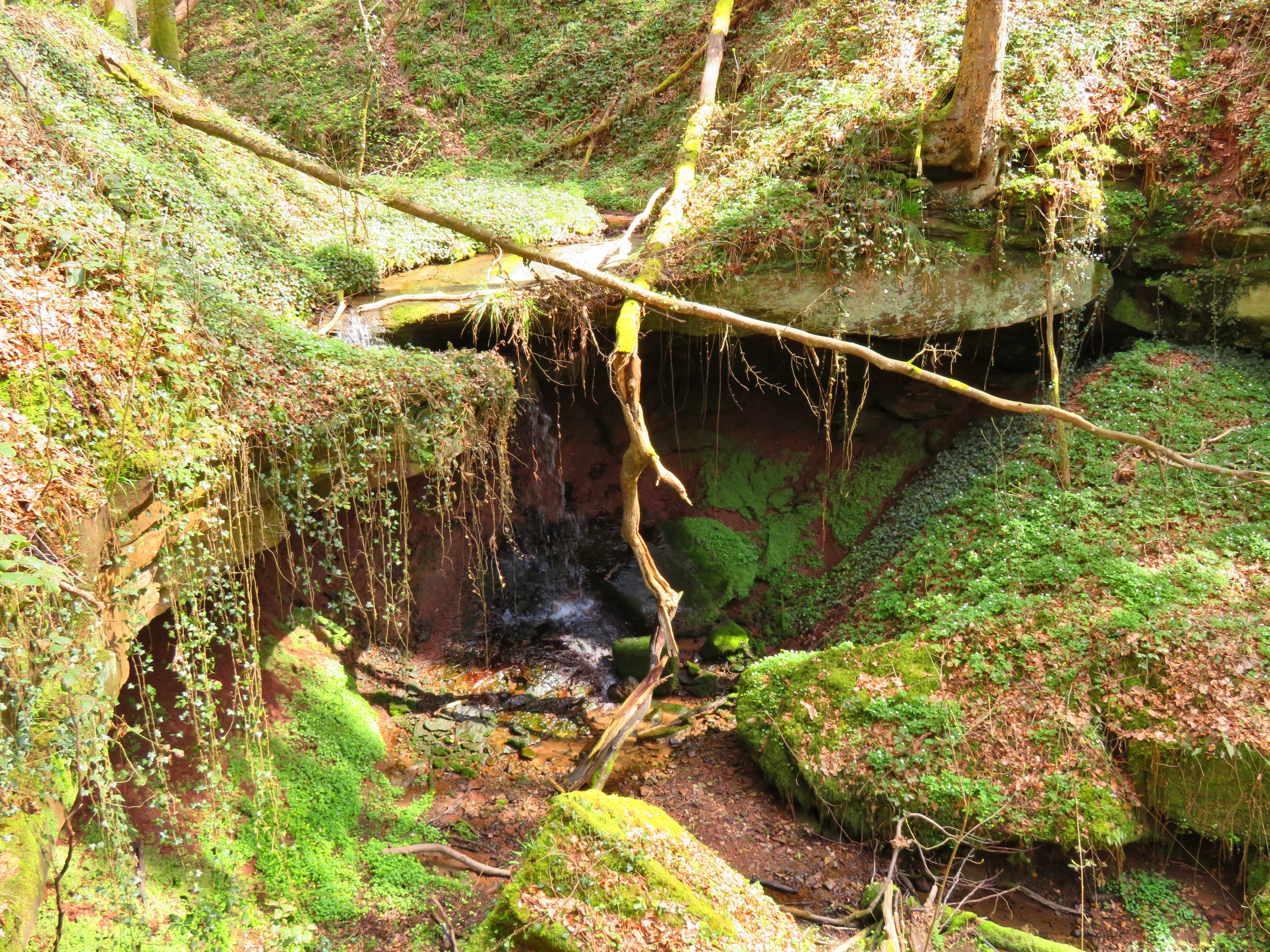
Hexenklamm rechts der Felsalb

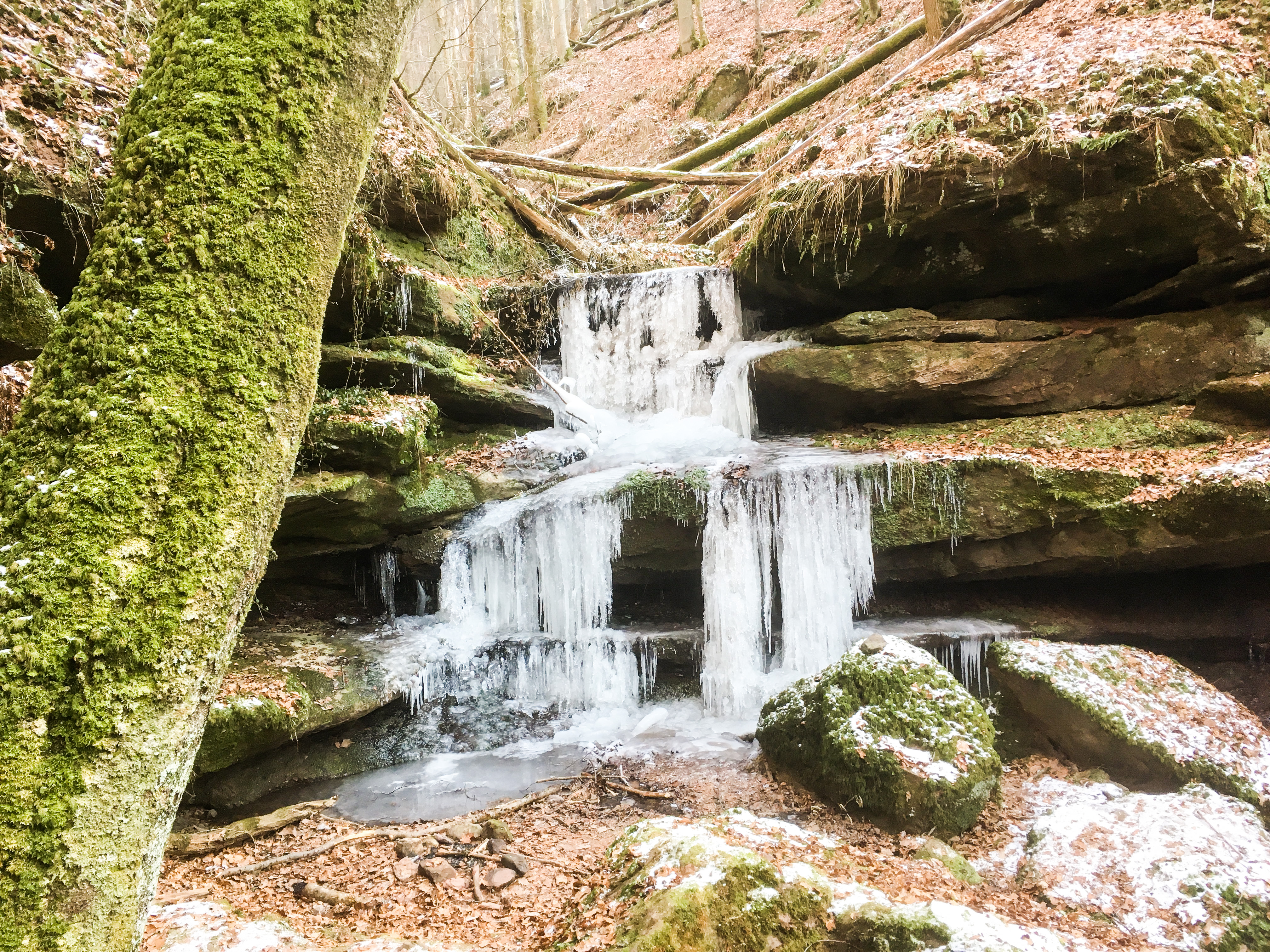
Wasserfall in der Hexenklamm im Winter

Das sehr dünn besiedelte Felsalbtal und die seitlichen Schluchten sind auch touristisch von Interesse. Fuß- und Radwanderer können auf der ganzen Länge des Tals Wegemarkierungen folgen, die vom Pfälzerwald-Verein unterhalten werden.
An der Felsalb liegen ehemalige Mühlen, die teilweise bewirtschaftet sind und Übernachtungsmöglichkeiten bieten:
- Katzen- oder Littersbacher Mühle
- Rehmühle (Ersterwähnung 1626)
- Schelermühle (Ersterwähnung 1626), mit einer Lourdes-Grotte
- Eichelsbacher Mühle

Sehenswerte kleine Naturwasserfälle gibt es im weiteren Verlauf der Felsalb:
- 1 km unterhalb der Eichelsbacher Mühle steigt rechter Hand die Hexenklamm auf, eine von Wasserfällen durchzogene Schlucht, aus welcher der Felsalb ein 1,4 km langer Bach zufließt, der nach der Klamm benannt ist.
- 200 m vor der Blümelsbach-Einmündung liegt rechts ein Naturwasserfall, der als Naturschutzgebiet ausgewiesen ist.